# Benbecula
Benbecula (gael nyelven Beinn nam Fadhla,  kiejtés: IPA:peɲəˈvɤːlˠ̪ə, a gázló dombja) a Külső-Hebridák egyik szigete az Atlanti-óceánban, viszonylag távol Skócia nyugati partjaitól. A 2001. évi népszámlálás alkalmával 1.249 állandó lakosa volt, többségük római katolikus.

## Földrajz
Benbecula a két Uist nevű sziget, North Uist (Északi-Uist) és South Uist (Déli-Uist) között terül el, azokkal töltésút köti össze. A Hebridák több jelentősebb szigetét és a skót szárazföldet légi vagy vízi úton lehet elérni. A szigeten található Benbecula Airportról napi rendszerességgel indulnak repülőgépek Glasgow, Stornoway és Barra felé. 2006-ban elindították az Invernessi járatot is, azonban ez 2007-ben megszűnt. A szigetről nem indulnak közvetlen kompjáratok a szárazföldre, azonban a szomszédos South Uist-i Lochboisdale kikötőjéből a Caledonian MacBrayne hajóstársaság kompjai nagyjából öt óra alatt érik el Obant, míg egy másik járat a  North Uiston található Lochmaddyt köti össze a Belső-Hebridák Skye nevű szigetén fekvő Uig településsel. Innen már a hidat igénybe véve juthatunk el a szárazföldre. Harris és Barra, a Külső-Hebridák fontosabb szigetei, olyan szigetekről (North-Uist és Eriskay) kiindulva közelíthetők meg vízi úton, melyeket töltésút köt össze Benbecula szigetével.
Benbecula fő települése az északnyugaton található Balivanich (gael nyelven: Baile a' Mhanaich, ami annyit tesz: „A szerzetes városa”). Ez a három sziget közigazgatási központja. Ugyancsak itt található a South Uist-i mélytengeri tüzérségi lőtér adminisztratív központja. A település ad otthont a repülőtérnek, valamint a szigetek bankjának is.
Egy másik jelentősebb falu Craigstrome, mely Benbecula keleti felén fekszik. Ellentétben a sziget megművelt nyugati részével, a keleti oldalra a friss vízű tavak, lápos, mocsaras területek és  a szárazföldbe mélyen benyúló tengeröblök a jellemzőek.  Craigstrome közelében van a Ruabhal, mely Benbecula legmagasabb pontja, 124 méterrel emelkedik a tenger szintje fölé.
A komolyabb települések közé tartozik még Lionacleit is, mely a három sziget legnagyobb középiskolájának ad otthont és közösségi központként is funkcionál, ugyanis uszoda, kávéház, sportlétesítmények, egy kis múzeum és könyvtár is fellelhető itt. Ugyancsak itt kapott helyet a Lews Castle College nevű oktatási intézmény benbeculai részlege. Lionacleit a fő nyugati parti útvonal mellett fekszik, körülbelül másfél kilométerre annak az észak-déli összekötő úttal való kereszteződésétől.
Creagorry a sziget déli részén terül el, a South Uistra vezető töltésút mellett. Itt található a sziget déli felének és South Uist északi részének legfontosabb bevásárlóközpontja. A Borve-vár romjai a sziget délnyugati csücsként találhatók.
A RAF (brit Királyi Légierő) radarállomása a szigetről felügyeli az észak-atlanti térséget.

## Történelem

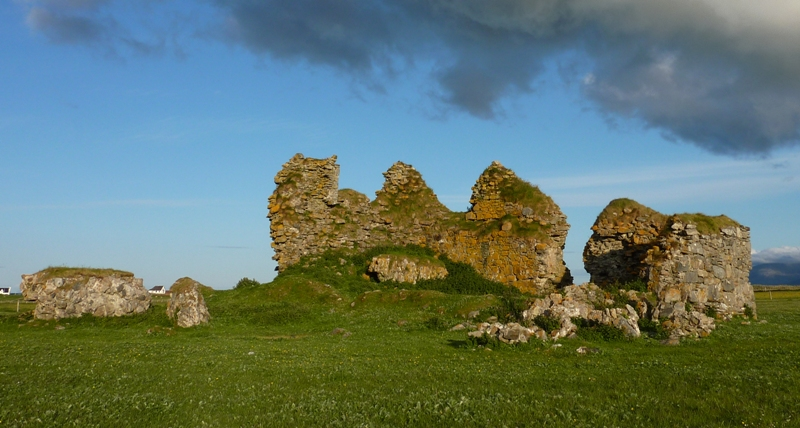
A Borve-vár

A Borve-vár egy romos 14. századi lakótorony, amely Benbecula délnyugati részén található. MacGibbon és Ross skót történészek a várat Amie MacRuari nevéhez kötik, aki John of Islay – a szigetek ura, a Donald klán főnöke – elvált felesége volt. A szerzők az építés idejét az 1344 és 1363 közötti időszakra teszik.
Az erődítményt a Macdonalds of Benbecula család foglalta és a 17. század elejéig hatalmában tartotta. A 15. század elején Hugh MacDonald, a rossi őrgróf, Alexander harmadik fia volt „Uist, Benbecula és Garmoran földjeinek” tulajdonosa, bámbár tulajdonjogát Clanranald of Garmoran erősen kifogásolta.
1549-ben Donald Munrónak, a szigetek esperesének feljegyzésében szerepel „Ywst déli partja”, majd így folytatja: „...és ennek északi részén van egy egyházközség, mit Buchagla néven emlegetnek és a fentemlített Clandonald tulajdonolja. Ettől északra a tenger ismét belevág a szárazföldbe és ezen bevágás neve Careynesse és az északra eső föld neve Kenehnache of Ywst, ami annyit tesz angolul, hogy Ywst északi vége...”
„Buchagla” alatt a mai Benbecula értendő, amely Beandmoyll, Beanweall és Benvalgha formában is előfordul az oklevelekben.

## A gael nyelv használata
Benbecula szigetén történelmileg nagyon erős a gael nyelv helyzete. Úgy az 1901-es, mint az 1921-es népszámlálás alkalmával azt jegyezték fel, hogy minden településen 75% felett volt a gael nyelven beszélők aránya. 1971-re Benbecula és South Uist térségében 50-74%-ra változott ez a ráta.
Megállapítható, hogy a körzet – a folyamatos csökkenés ellenére – még mindig a gael nyelv egyik erős bástyája. A 2001-es népszámlálás alkalmával a sziget egészét tekintve 56%-nyian voltak, akik gaelül beszélőnek vallották magukat. A legkevesebben Balivanich (37%), míg a legtöbben Liniclete (74%), valamint Gramsdale és Uachdar (62%) körzetében használják a skót nyelvet.